# Arquitetura complementar

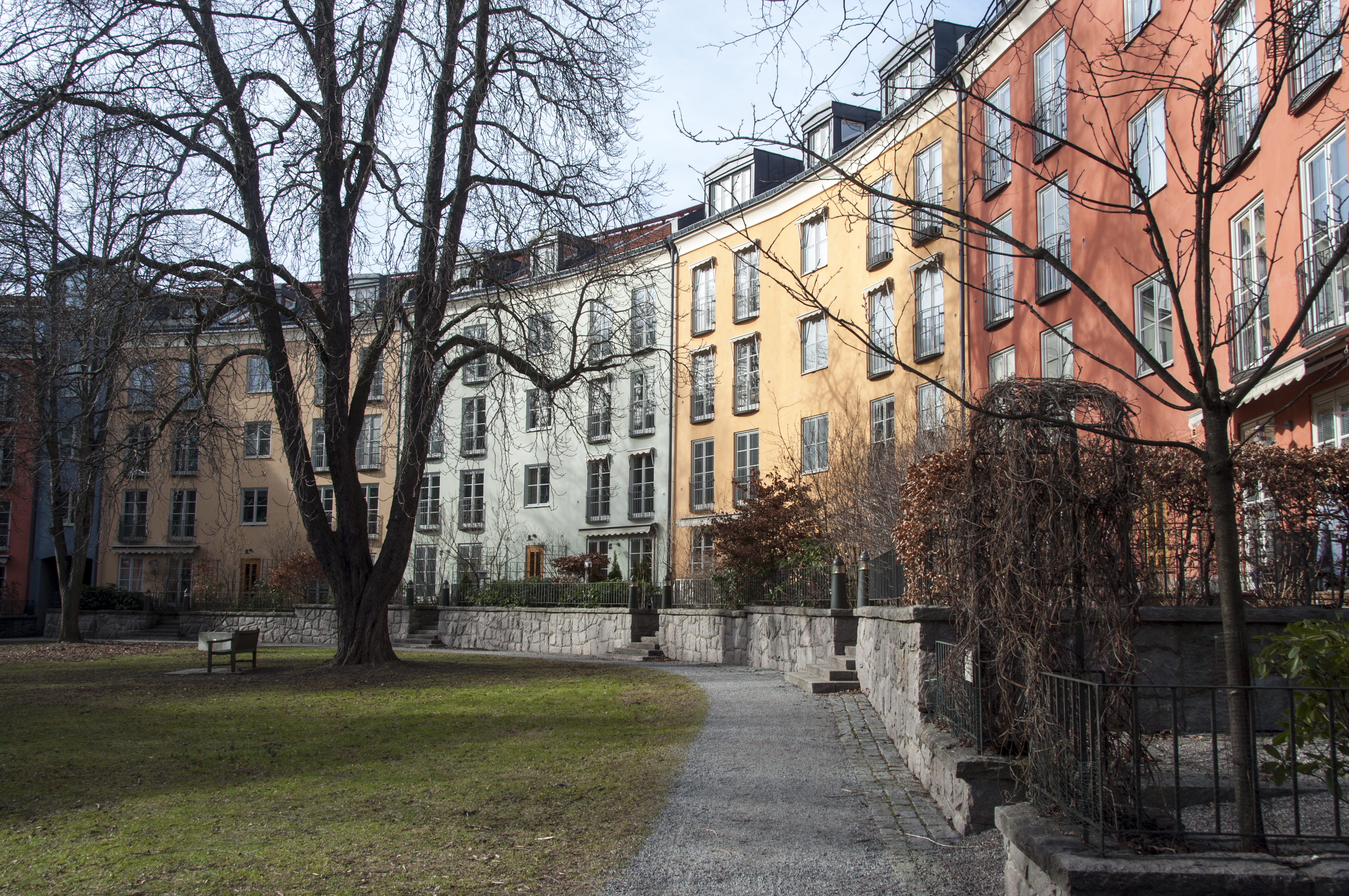
Edifícios complementares em Estocolmo, na Suécia.

A arquitetura complementar é um movimento da arquitetura contemporânea que promove a prática arquitetônica enraizada na compreensão abrangente do contexto, com o objetivo de contribuir com o meio ambiente de forma a continuar e melhorar ou enfatizar suas qualidades preexistentes. As características indispensáveis da arquitetura complementar incluem sustentabilidade, altruísmo, contextualismo, endemismo e continuidade da linguagem de design regional específica.
A palavra complemento tem raízes no latim complementum, de complēre para preencher, completar e permanece fiel a essa origem em sua grafia e em seus significados que têm a ver com completar ou cumprir.
A arquitetura complementar ocorre na interseção de padrões locais e linguagens de design. Uma linguagem padrão representa um conjunto de regras mais ou menos formalizadas de interação humana com formas construídas, resultantes de soluções práticas desenvolvidas ao longo do tempo de acordo com a cultura local e as condições naturais. Uma linguagem de projeto em arquitetura é um conjunto de padrões geométricos (formais) e materiais usados em edifícios e outras estruturas feitas pelo homem, tradicionalmente decorrentes de materiais locais e suas propriedades físicas.
A arquitetura complementar interpreta a tríade vitruviana para uso contemporâneo, mapeando durabilidade (firmitas) contra aspectos de sustentabilidade mais ampla, utilidade (utilitas) contra altruísmo e serviço à sociedade e beleza individual (venustas) contra harmonia com contexto mais amplo, identidade regional e espírito do lugar.